# 2020 QG
2020 QG, còn được biết đến với tên gọi nội bộ ZTF0DxQ, là một tiểu hành tinh xuyên Trái Đất, có đường kính vài mét. Nó thuộc nhóm Apollo, và bay qua bề mặt Trái đất khoảng 2.950 km (1.830 mi) (chưa đến 1/4 đường kính Trái Đất) vào ngày 16 tháng 8 năm 2020 lúc 04:09 theo giờ UTC (tức khoảng 11:09 theo giờ Việt Nam). Nó được chụp ảnh lần đầu tiên bởi Cơ sở thoáng qua Zwicky (ZTF) tại Đài quan sát Palomar khoảng 6 giờ sau lần tiếp cận gần nhất này, và sau đó được xác định bởi Kunal Deshmukh, một sinh viên tại Học viện Công nghệ Ấn Độ Bombay, cùng với các đồng nghiệp Kritti Sharma, Chen-Yen Hsu và Bryce T. Bolin phân tích hình ảnh từ ZTF.
Vào thời điểm đó, QG 2020 đi qua gần Trái Đất hơn bất kỳ tiểu hành tinh nào đã biết, ngoại trừ những hành tinh đã trở thành thiên thạch. Nó đã thông qua gần hơn năm 2011 CQ1 và 2020 JJ. Với cường độ tuyệt đối là 29,8, nó được ước tính có đường kính khoảng 3–6 mét (10–20 ft), tương tự như các tác nhân tác động Trái Đất 2008 TC 3, 2014 AA, 2018 LA và 2019 MO.